# Jegor Miłowzorow
Jegor Władimirowicz Miłowzorow (ros. Егор Владимирович Миловзоров; ur. 19 listopada 1987 w Nowosybirsku) – rosyjski hokeista, reprezentant Rosji.

## Kariera
- Sibir 2 Nowosybirsk (2004-2007)
- Sibir Nowosybirsk (2005-2010)
- Dinamo Moskwa (2010-2011)
- Jugra Chanty-Mansyjsk (2011)
- Nieftiechimik Niżniekamsk (2011-2014)
- Ak Bars Kazań (2014)
- Nieftiechimik Niżniekamsk (2014-2016)
- Sibir Nowosybirsk (2016-2017)
- Awtomobilist Jekaterynburg (2017-2018)
- Sibir Nowosybirsk (2018-)

Wychowanek Sibiru Nowosybirsk. Od października 2011 zawodnik Nieftiechimika Niżniekamsk (do klubu trafił z Jugry Chanty-Mansyjsk na zasadzie wymiany za Antona Krysanowa). W czerwcu 2013 przedłużył kontrakt o dwa lata. Po udanym indywidualnie początku sezonu KHL (2013/2014) od połowy stycznia 2014 zawodnik Ak Barsu Kazań (wraz z nim do Niżniekamska do Kazania trafił wówczas Nikołaj Biełow). Od maja 2014 ponownie zawodnik Nieftiechimika. Zwolniony w grudniu 2016. Od grudnia 2016 zawodnik Sibiru Nowosybirsk. W maju 2017 przeszedł do Awtomobilistu, a w grudniu 2018 powrócił do Sibiru.

## Sukcesy
Indywidualne
- KHL (2013/2014): Mecz Gwiazd KHL[9]